# Ibrahim Sarsur
Xeque Ibrahim Sarsur (nascido em 1959 em Kafr-Qasem, em Israel) é um político árabe-israelense e membro da Knesset, chefe do partido Lista Árabe Unida. É um membro do movimento islâmico em Israel e tem opiniões conservadoras.